# Villanueva del Rosario, Málaga
Villanueva del Rosario, Málaga là một đô thị trong tỉnh Málaga, cộng đồng tự trị Andalusia Tây Ban Nha. Đô thị này có diện tích là 44,6 ki-lô-mét vuông, dân số năm 2009 là 3721 người với mật độ người/km². Đô thị này có cự ly 40 km so với tỉnh lỵ Málaga.